# Anabarhynchus teddington
Anabarhynchus teddington är en tvåvingeart som beskrevs av Lyneborg 2001. Anabarhynchus teddington ingår i släktet Anabarhynchus och familjen stilettflugor. Inga underarter finns listade i Catalogue of Life.